# Чарльстон (танец)

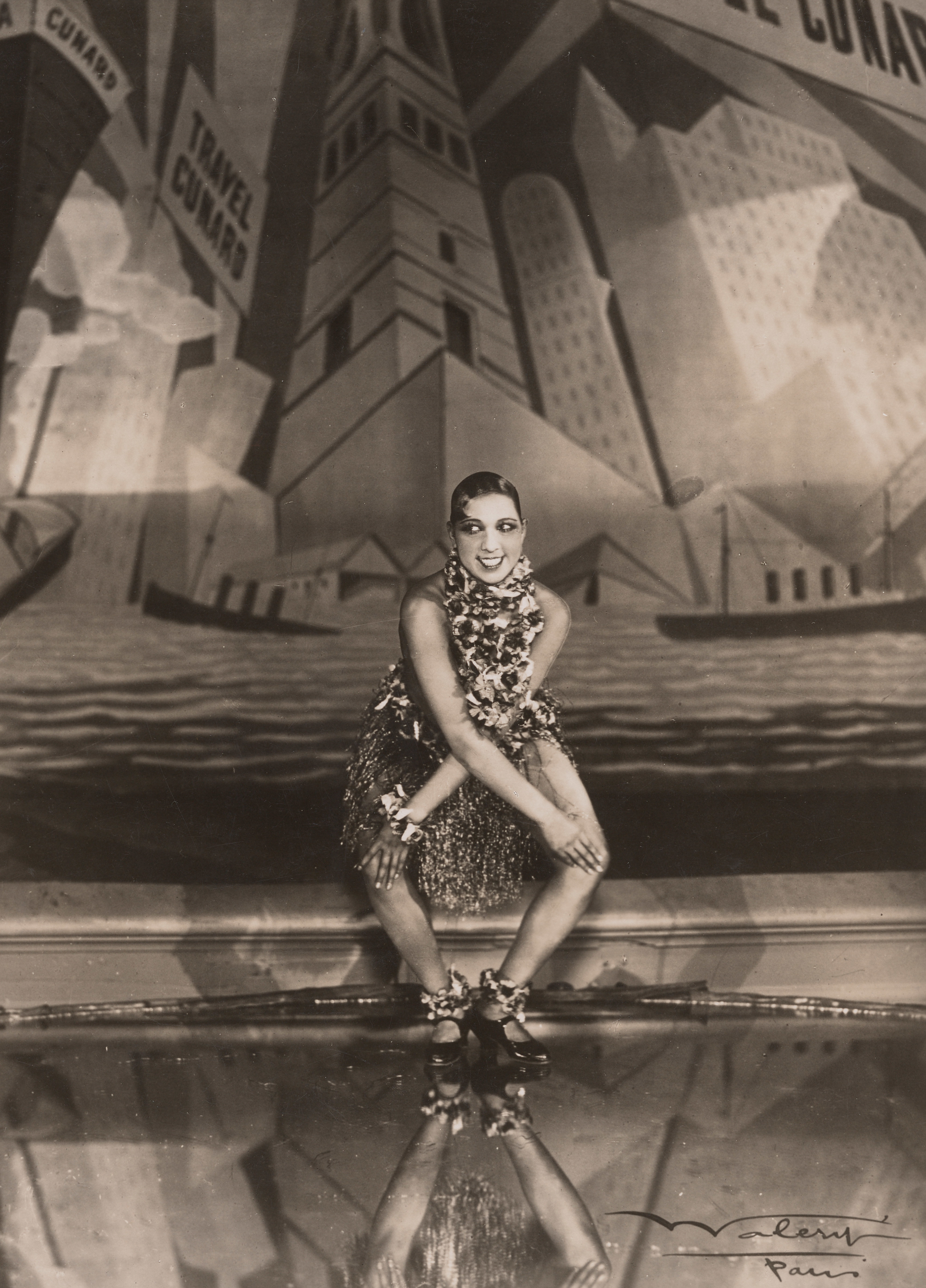
Жозефина Бейкер танцует чарльстон в Фоли-Бержер, Париж, 1926

Чарльсто́н (англ. charleston) — танец, названный в честь города Чарльстон в Южной Каролине. Ритм получил распространение в мейнстримной музыке США после премьеры на Бродвее шоу под названием «Runnin' Wild», в которой дебютировала песня «Чарльстон», написанная Джеймсом Джонсоном и немедленно ставшая хитом.
Чарльстон стал популярным в широких интернациональных кругах американского общества 1920-х годов. Несмотря на своё афроамериканское происхождение, танец чаще всего ассоциируется с флапперами и спикизи. В те времена эти девушки танцевали вместе и поодиночке, подчёркивая этим своё презрение к так называемым «сухарям» (людям, которые поддерживали сухой закон). Чарльстон в те времена считался провокативным аморальным танцем.
Чарльстон — один из прародителей линди хопа, который появился в 1930-х годах (переходной формой между ними считается Брейкавей). В 1930-х и 1940-х годах получает распространение немного отличающаяся форма чарльстона, которая тяготеет к линди хопу. В этой поздней форме чарльстона ритм хот-джаза 1920-х был приспособлен под музыку свинга 1930-х — 1940-х годов. Танцевальный стиль чарльстон имеет несколько распространённых названий, наиболее часто употребляются «Линди чарльстон», «Савой чарльстон», «Чарльстон 30-х и 40-х», «Свингинг чарльстон». Базовый шаг состоит из восьми счетов и танцуется вдвоём с партнёром или в одиночку.